# Powstanie moskiewskie (1662)

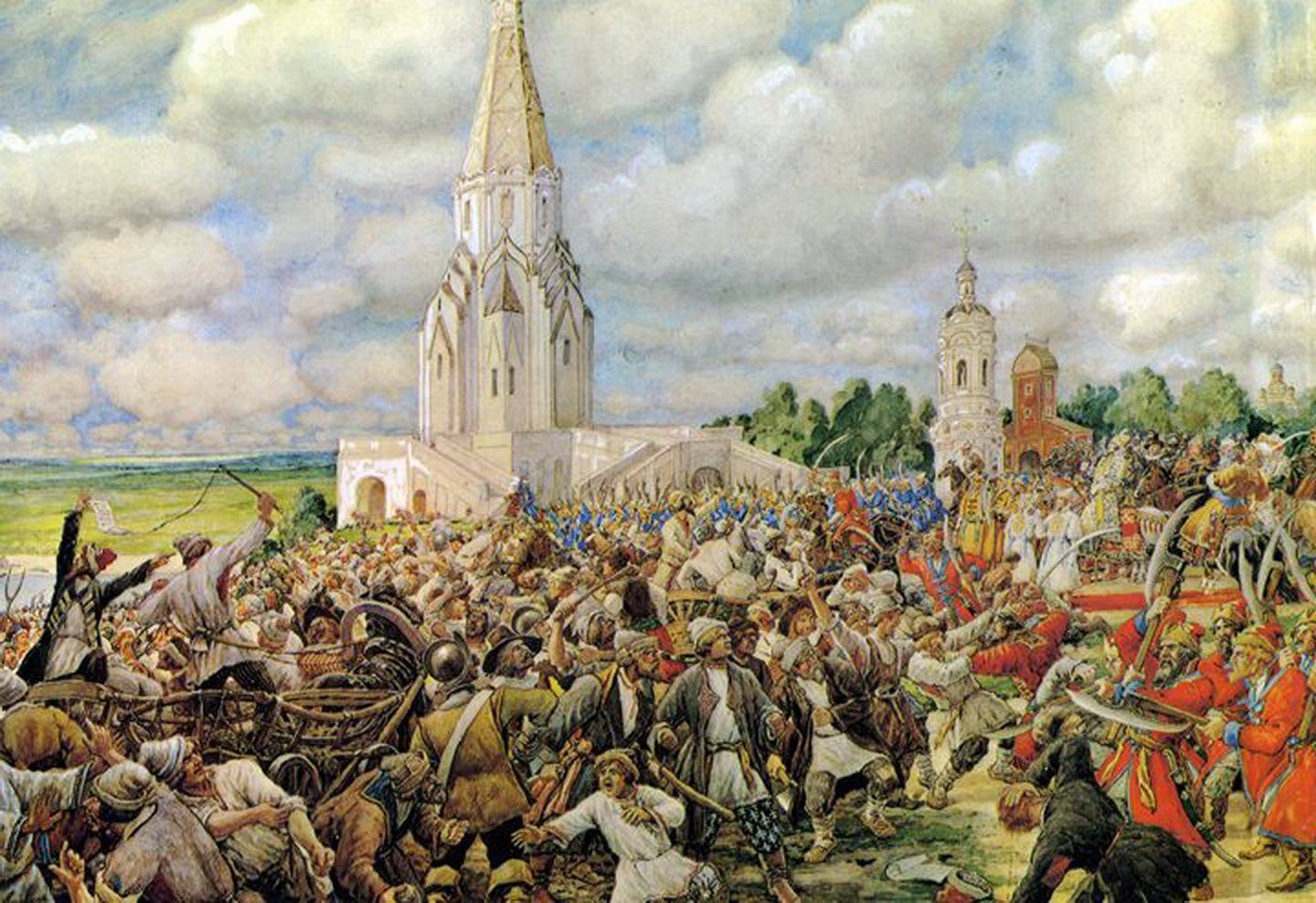
Powstanie moskiewskie (1662)

Powstanie moskiewskie z 1662 roku zwane także miedzianym buntem (rosyjski: Медный бунт, Московское восстание 1662 года) – zamieszki, które miały miejsce w Moskwie 25 lipca 1662 roku.

## Początki
Zamieszki były następstwem stopniowo pogarszającej się sytuacji gospodarki rosyjskiej, której problemy wynikały między innymi z wojen toczonych wówczas przeciwko Szwecji i Rzeczypospolitej Obojga Narodów. W 1654 władze rosyjskie zdecydowały, iż zaczną emitować duże ilości pieniądza miedzianego, traktując jego wartość na równi z monetami srebrnymi. Doprowadziło to do spadku wartości pieniądza, masowych fałszerstw, często z udziałem najwyższych urzędników państwowych i w konsekwencji do kryzysu. Z całą siłą zaatakował on w 1662 roku.
Zamieszki poprzedziło rozpowszechnianie się pogłosek o istnieniu tak zwanej vorovskiye listki (воровские листки), czyli „czarnej listy” zawierającej rzekomo nazwiska osób odpowiedzialnych za ciężką sytuację gospodarczą. Listy te opublikowano w niektórych dzielnicach Moskwy w nocy 25 lipca. Obecni na nich ludzie mieli być zdrajcami, którzy swoimi działaniami spowodowali kryzys. Wśród wymienionych padały takie nazwiska jak bojar Miłosławski, okolniczowie Fiodor Rtiszczew i Bogdan Chitrowo, kupcy Szorin i Zadorin oraz wielu innych. Oskarżano ich o nieuczciwe wzbogacanie się oraz tajne kontakty z polskimi katolikami.

## Zamieszki i ich przebieg
Zamieszki wybuchły wczesnym rankiem 25 lipca i trwały aż do późnego popołudnia. Wzięło w nich udział ponad 10 000 osób, przede wszystkim stałych mieszkańców Moskwy i okolic – posadnicy, chłopi, służący, ale także i formacje wojska – oddziały strzelców i rajtarów. Po ogłoszeniu żądań powstańcy udali się do Kołomienskoje, rezydencji carów, na spotkanie z panującym monarchą – Aleksym I Michajłowiczem z dynastii Romanowów. Żądali wydania „zdrajców” w ręce ludu i podjęcie kroków mających na celu stabilizację gospodarczą. Car i bojarzy złożyli obietnicę, iż obniżą podatki i rozpoczną śledztwo w sprawie odpowiedzialności wymienionych w listach osób za kryzys – postąpili więc zgodnie z oczekiwaniami tłumu. W tym samym czasie inni powstańcy atakowali bogatych kupców i rabowali ich dobra. Obydwie grupy spotkały się w połowie drogi z Moskwy do Kołomienskoje i postanowiły powrócić w okolice rezydencji cara, aby dopilnować realizacji obietnic złożonych przez bojarów i Aleksego I. Tymczasem duże siły wojskowe (od 6000 do 10 000) dotarły do Kołomienskoje. Car wydał rozkaz ataku na buntowników. W zwycięskiej dla armii walce zginęło około 1000 powstańców (część zabito, część aresztowano i po brutalnym śledztwie powieszono lub utopiono w rzece Moskwie).
Mimo iż zamieszki trwały zaledwie jeden dzień i zostały szybko stłumione, wywołały strach w najwyższych kręgach władzy. W 1663 roku zniesiono więc miedziane monety.